# أرض العادات الثابتة
أرض العادات الثابتة هو فيلم أمريكي من تأليف وإخراج نيكول هولوفسنر والفيلم مبني علي رواية تحمل نفس الاسم كتبها تيد طومسون.
كان العرض العالمي الأول في مهرجان تورونتو السينمائي الدولي في 12 أيلول / سبتمبر 2018, وصدر في 14 سبتمبر عام 2018 علي شبكة نيتفليكس.

## الطاقم
- بن مندلسون في دور اندرس هيل
- إيدي فالكو في دور هيلين
- توماس مان في دور بريستون هيل
- كوني بريتون في دور باربرا
- تشارلي الطحان في دور شارلي أشفورد,
- مايكل غاستون في دور ميتشل أشفورد
- فيكتور في دور ويس

## الإصدار
كان العرض الأول في العالم في مهرجان تورونتو السينمائي الدولي في أيلول / 12سبتمبر 2018. وصدر في 14 سبتمبر عام 2018 علي شبكة نتفلكس.

## وصلات خارجية
- أرض العادات الثابتة على موقع IMDb (الإنجليزية)
- أرض العادات الثابتة على موقع روتن توميتوز (الإنجليزية)
- أرض العادات الثابتة على موقع نتفليكس (الإنجليزية)
- أرض العادات الثابتة على موقع فيلمافينيتي (الإسبانية)
- أرض العادات الثابتة على موقع قاعدة بيانات الفيلم (الإنجليزية)
- أرض العادات الثابتة على موقع ليتربوكسد (الإنجليزية)
- أرض العادات الثابتة على موقع كينوبويسك (الروسية)